# Dumitru Pavlovici
Dumitru Pavlovici (26 de abril de 1912 - 20 de setembro de 1992) foi um futebolista romeno que competiu na Copa do Mundo FIFA de 1938.